# Compagnie générale parisienne de tramways

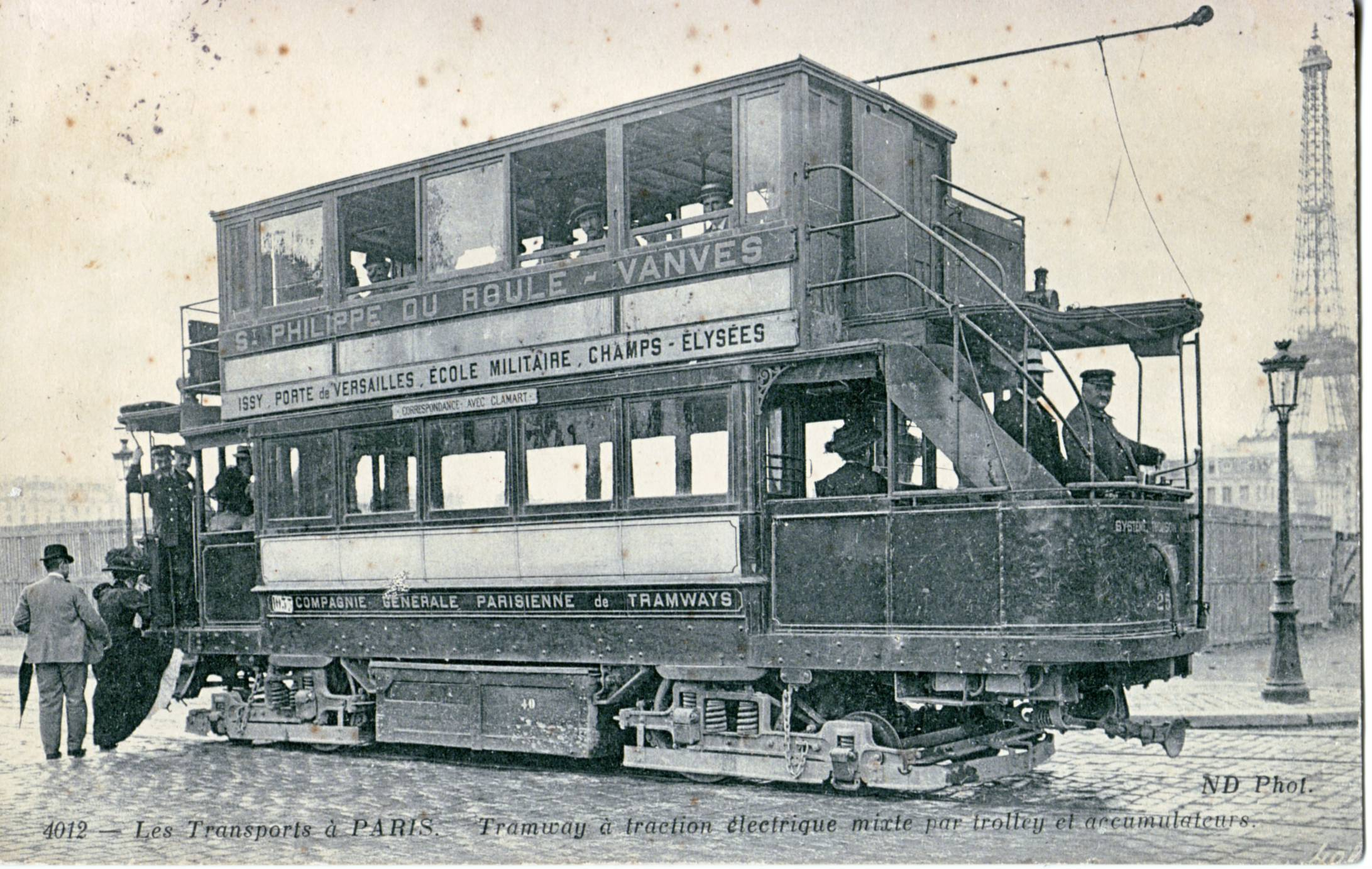
Motrice série 200 à impériale, dans son type initial, avec la caisse suspendue contenant des accumulateurs.

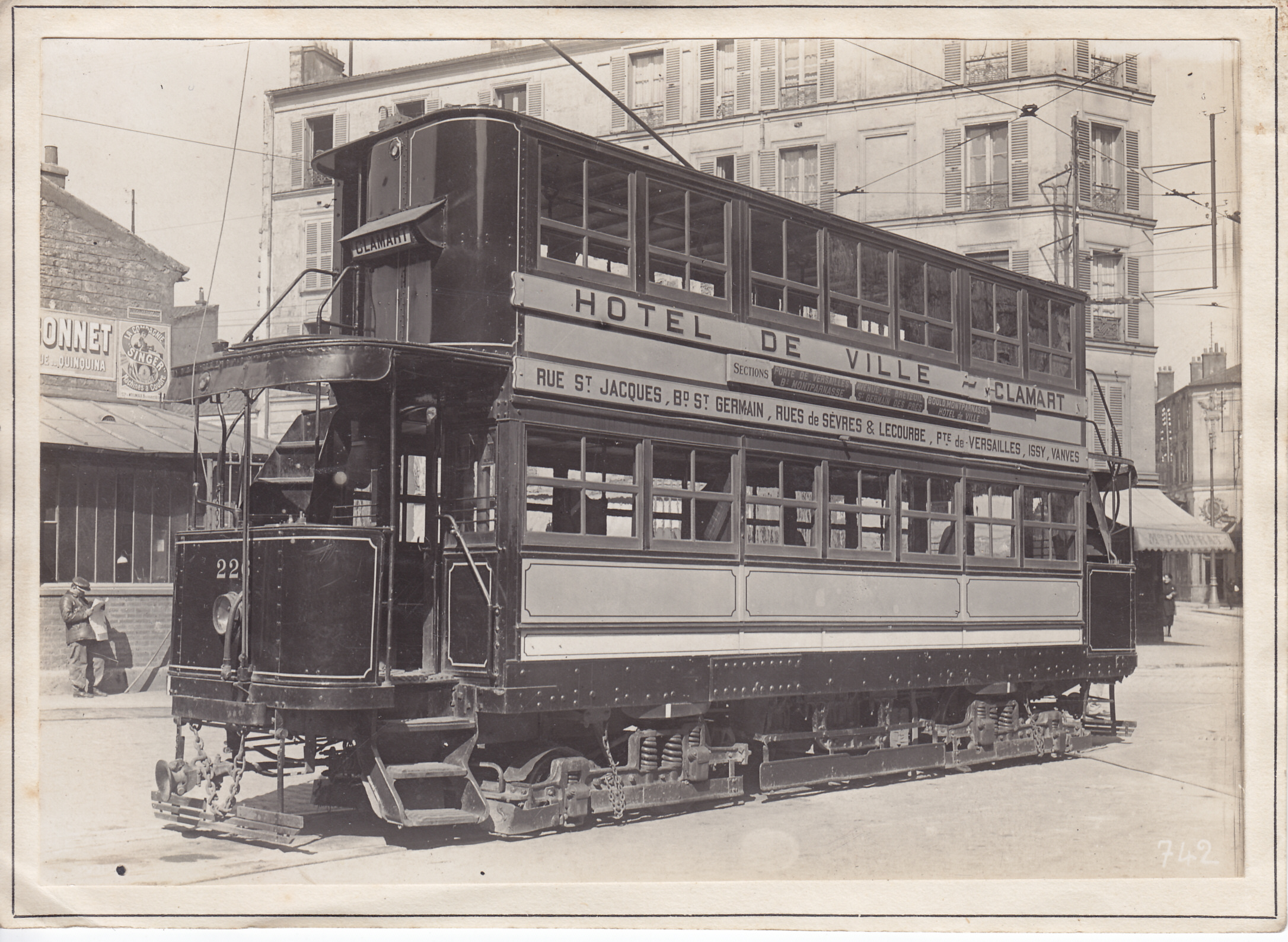
Motrice n°226, type 200 reconstruite, sans accus, à son dépôt.

La Compagnie générale parisienne de tramways (CGPT),  exploitait un réseau, au Sud de Paris dans le département de la Seine. Elle succède en 1890 à la Compagnie des tramways Sud, concédée en 1873 à Mr Harding, sujet britannique. Le siège de la CGPT se trouvait 85, boulevard du Montparnasse à Paris.
La compagnie CGPT développe un réseau dans l'arrondissement Sud du département de la Seine. Elle utilise la traction animale et, à partir de 1897, la traction électrique en association avec la Compagnie française Thomson-Houston. La totalité du réseau est électrifiée en 1909. 
En 1921, la CGPT est intégrée à la nouvelle Société des transports en commun de la région parisienne (STCRP).

## Lignes
- 1 — Châtelet – Villejuif
- 2 — Châtelet – Ivry (Hospice)
- 3 — Châtelet – Choisy-le-Roi
- 4 — Saint-Germain-des-Prés – Fontenay-aux-Roses
- 5 — Saint-Germain-des-Prés – Vanves – Clamart
- 6 — Gare Montparnasse – Place de l’Étoile – Place Pereire
- 7 — Gare Montparnasse – Pont d'Austerlitz – Bastille
- 8 — Les Halles – Porte Didot – Malakoff – Clos Montholon
- 9 — Les Halles – Porte d'Ivry – Petit-Ivry
- 10 — Bastille – Bois de Vincennes – Hauts de Charenton
- 11 — Saint-Philippe-du-Roule – Porte de Versailles – Vanves (Église)[4]

Ces lignes seront ensuite numérotées à la STCRP entre 81 et 94, excepté le  numéro 88 qui sera attribué à la section électrifiée de Paris à Antony de l'Arpajonnais (chemin de fer secondaire sur route de Paris à Arpajon).

## Galerie de photographies

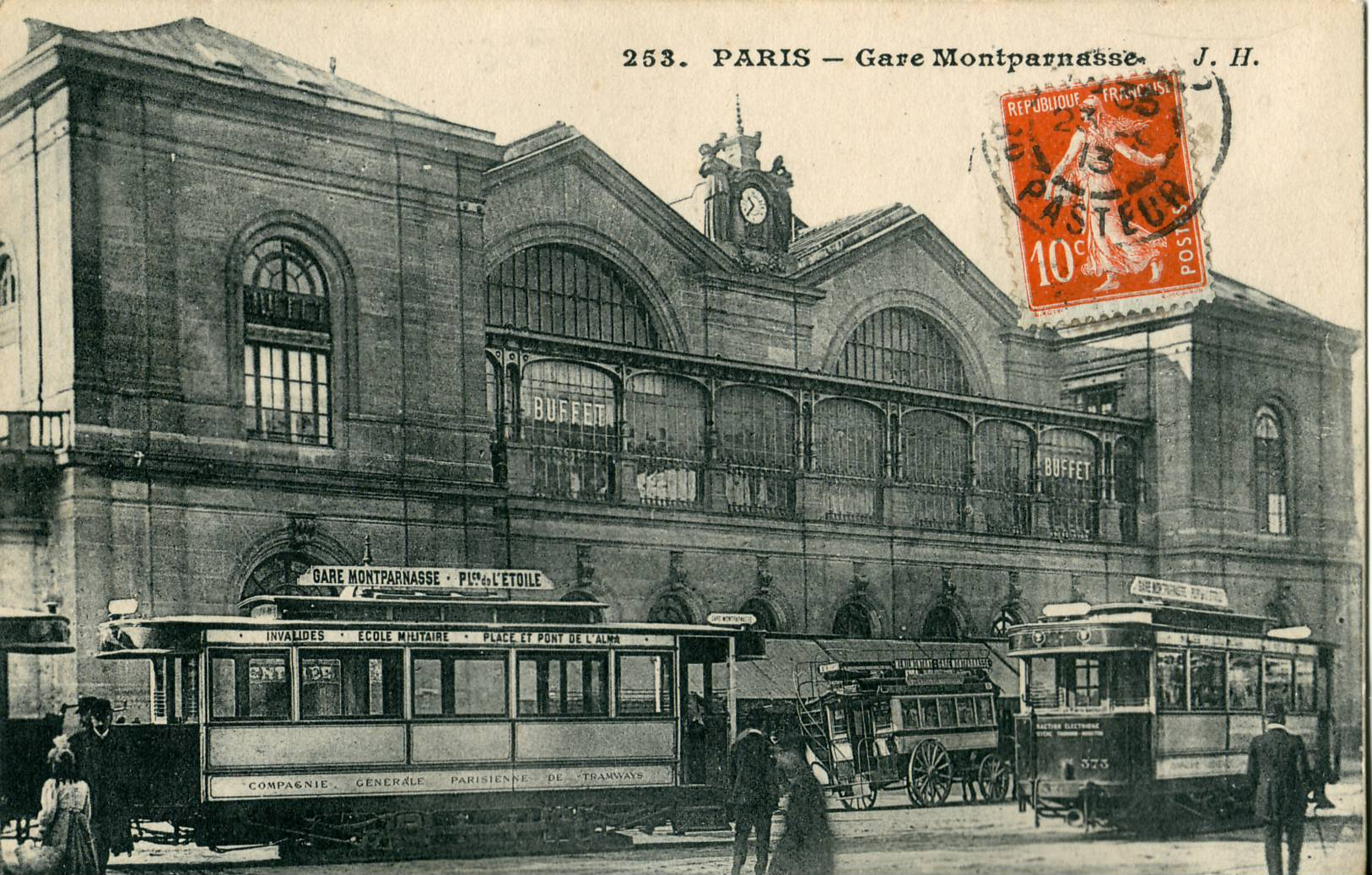
La gare Montparnasse, avec 2 motrices série 300.
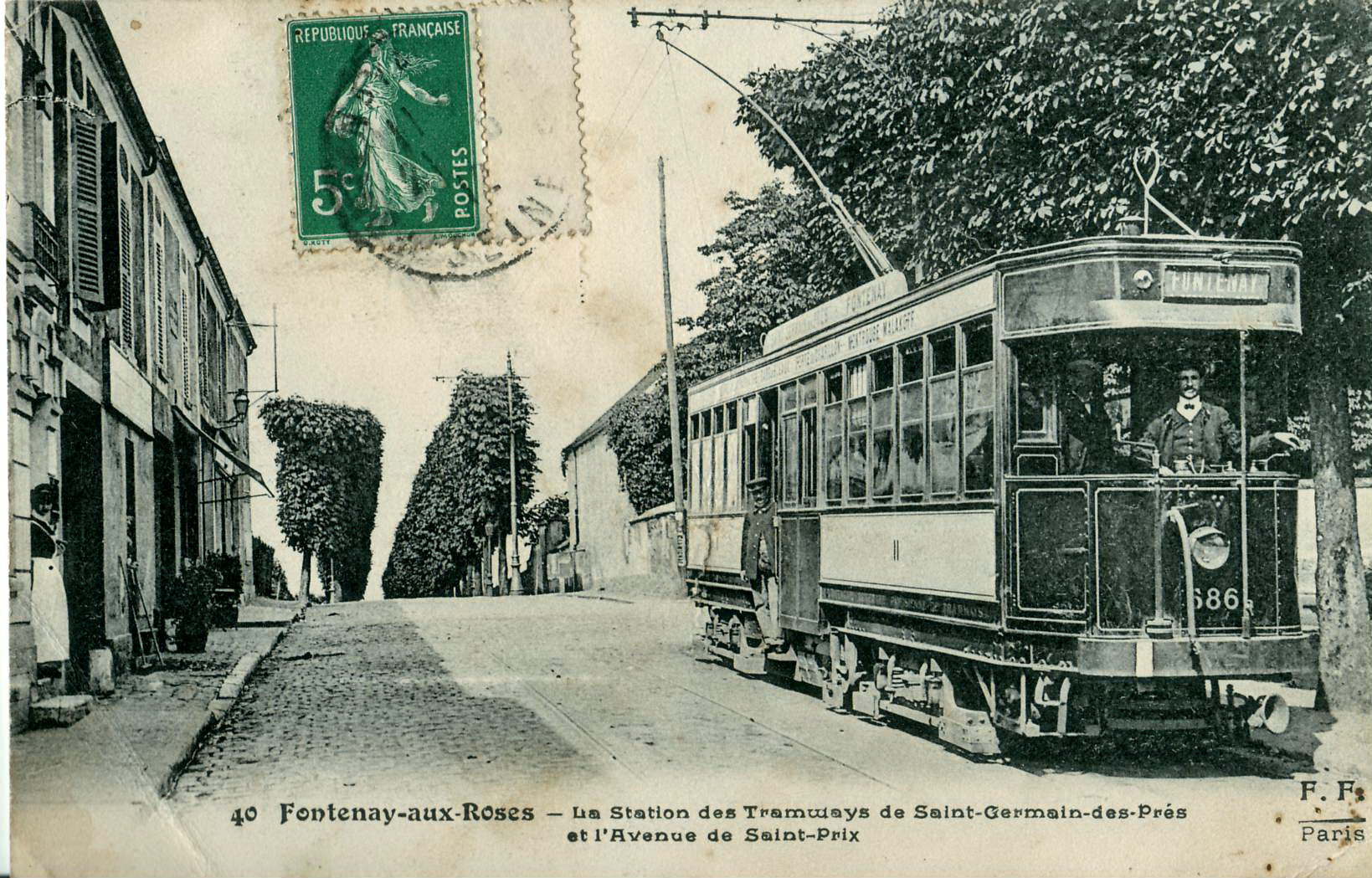
Motrice série 500 à Fontenay-aux-Roses...
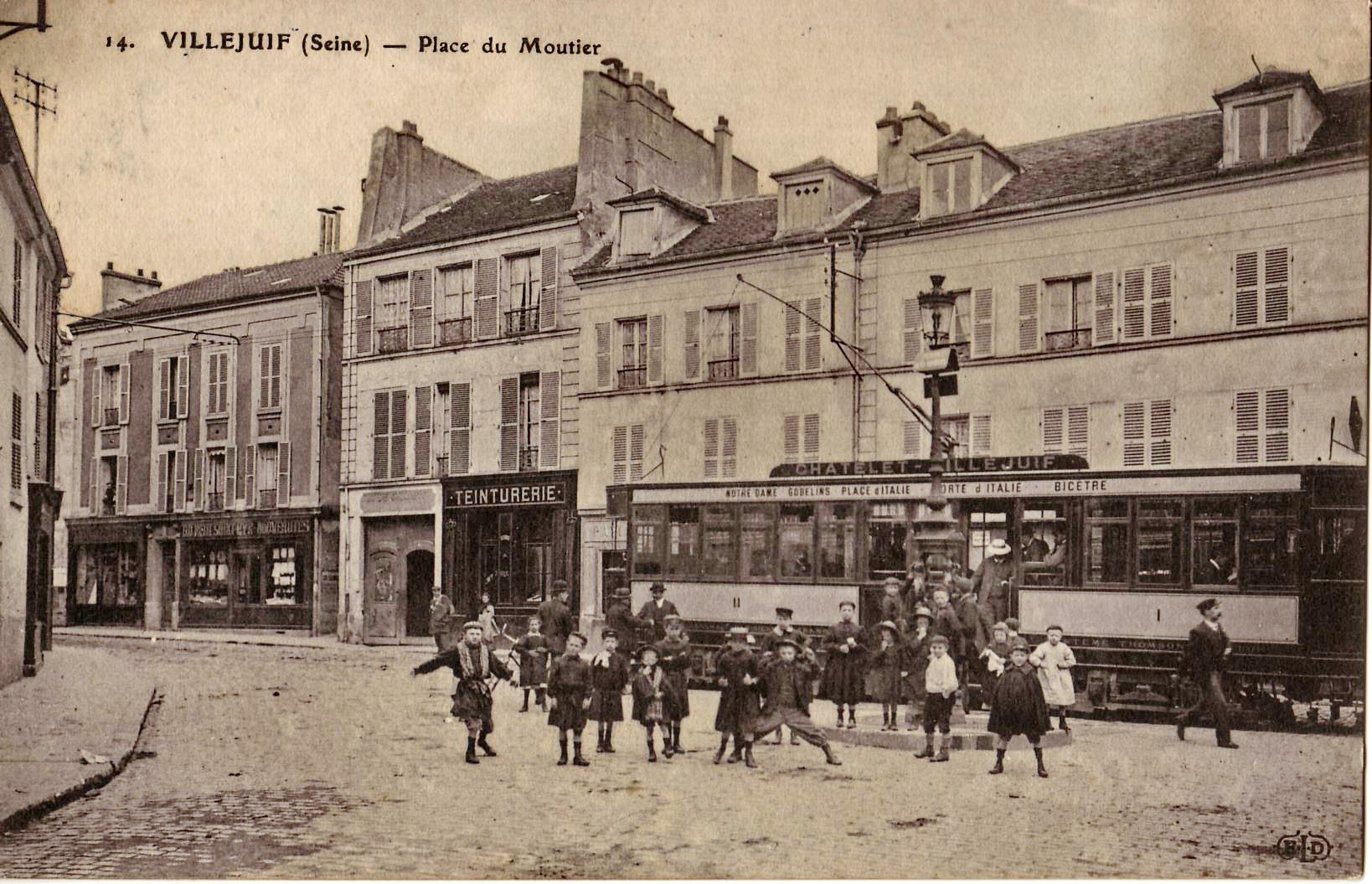
... et à Villejuif.
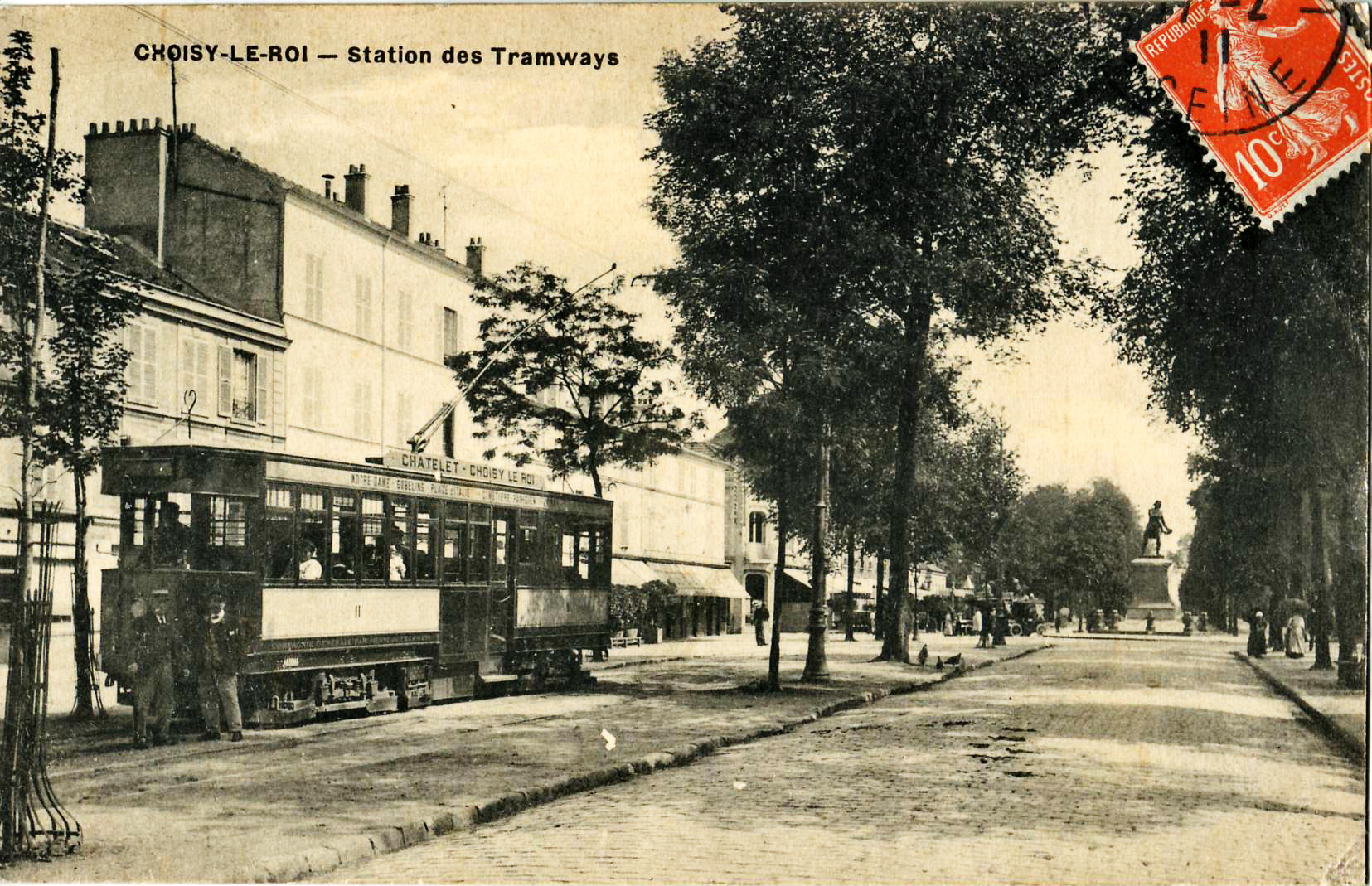
Le 3 à Choisy-le-Roi.
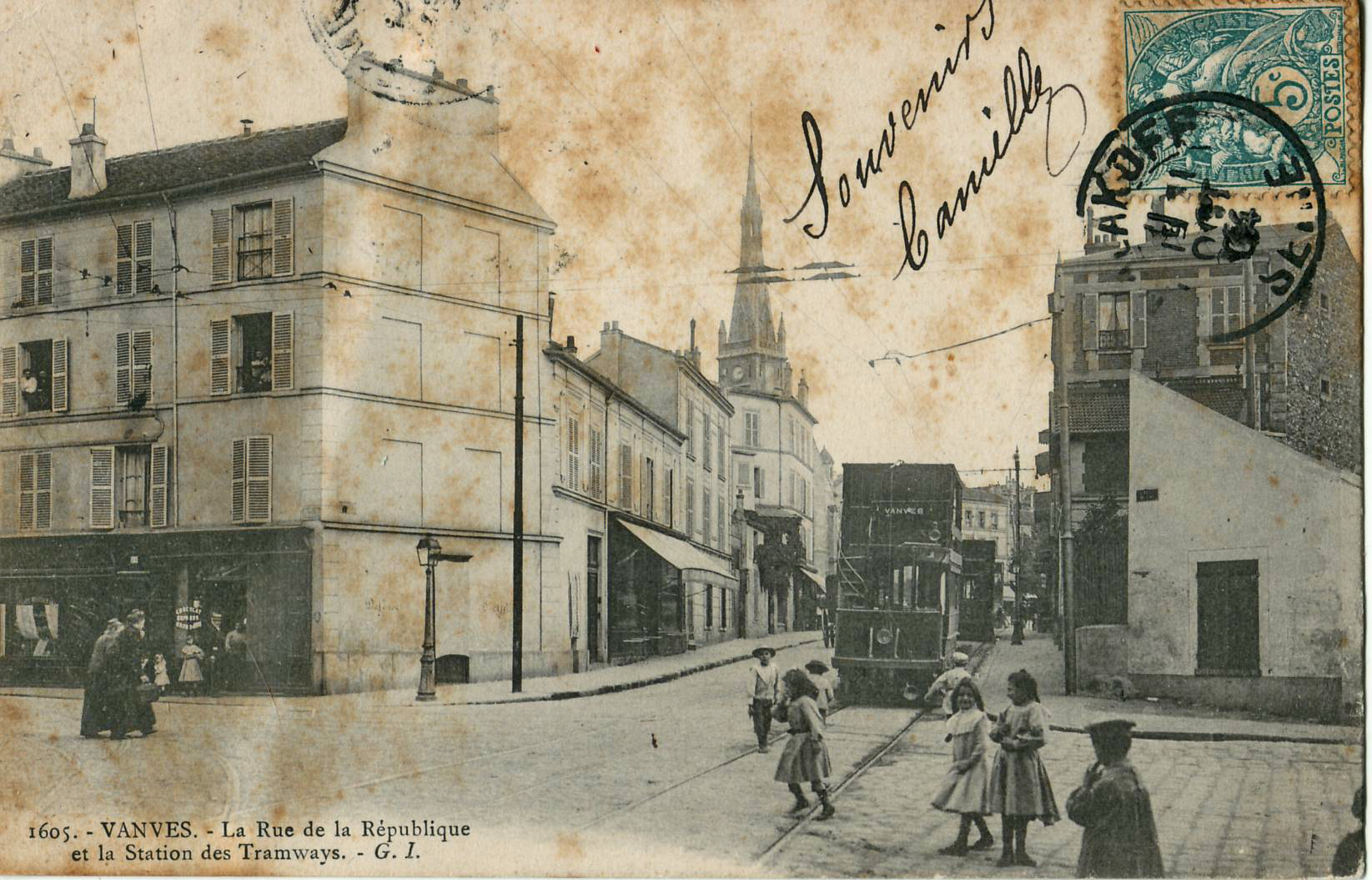
Le 5 à Vanves.
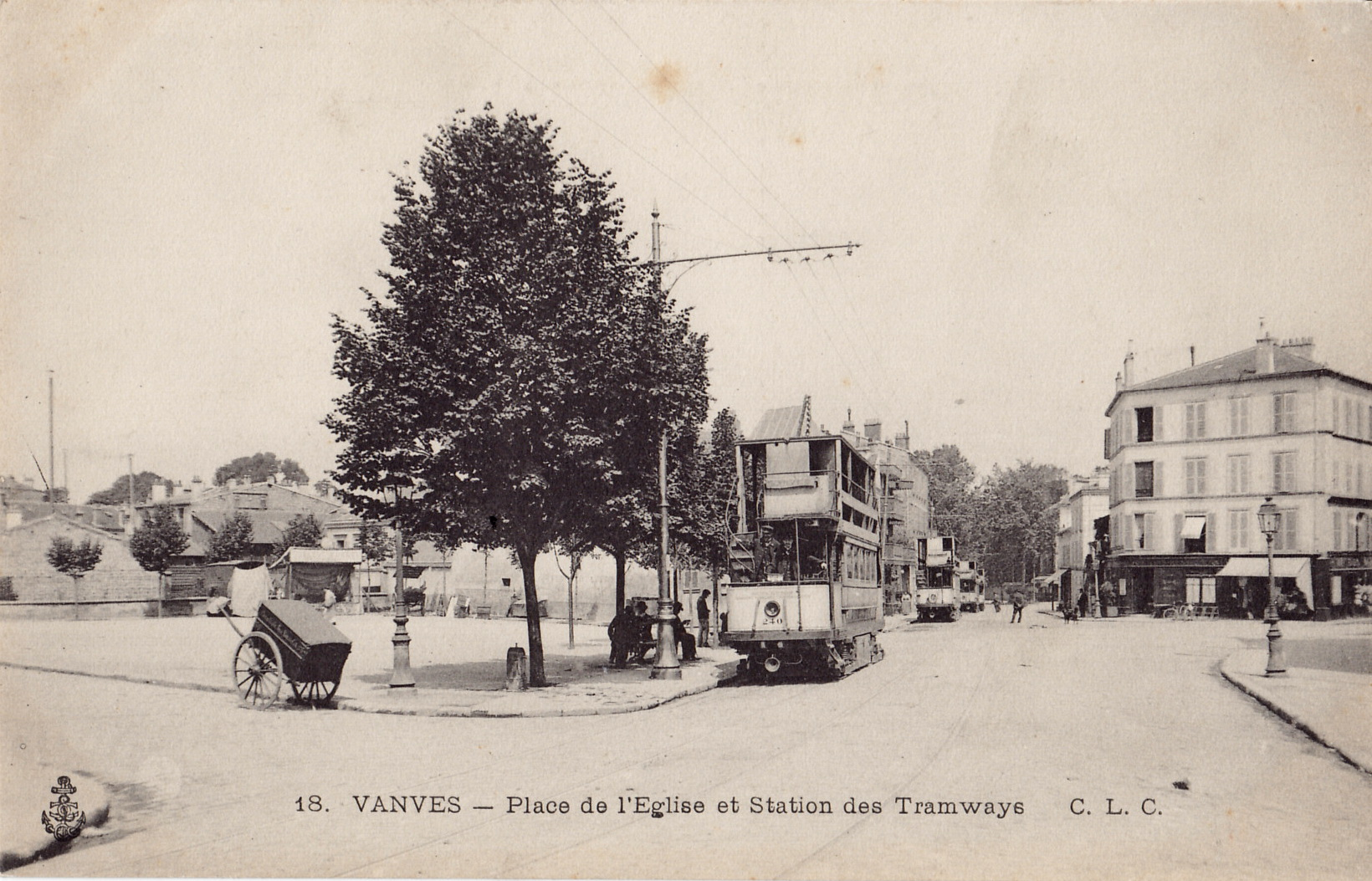
Motrice 240 à Vanves.

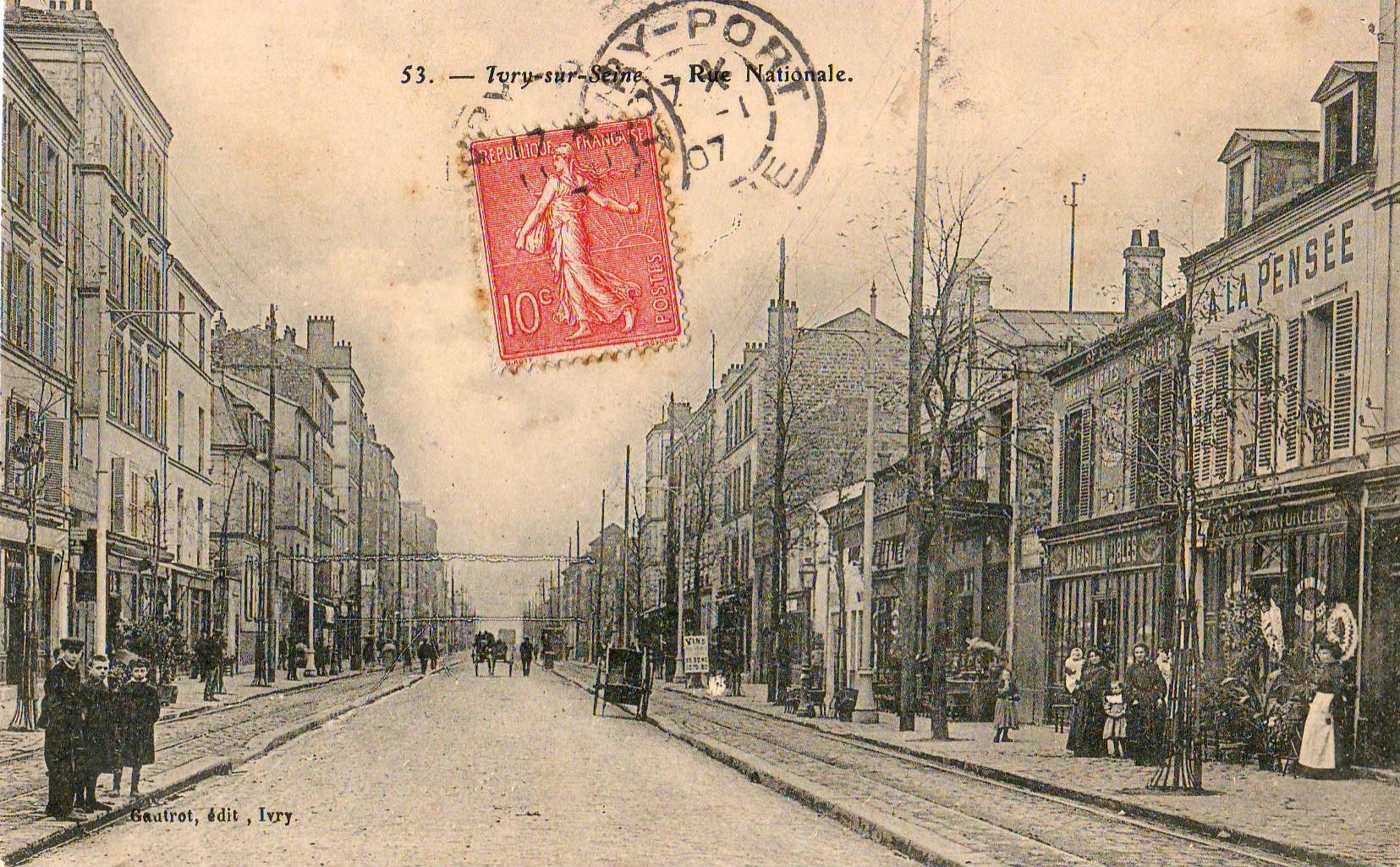
La RN 19 à Ivry, vers 1907. La voie y était établie hors de la chaussée routière.
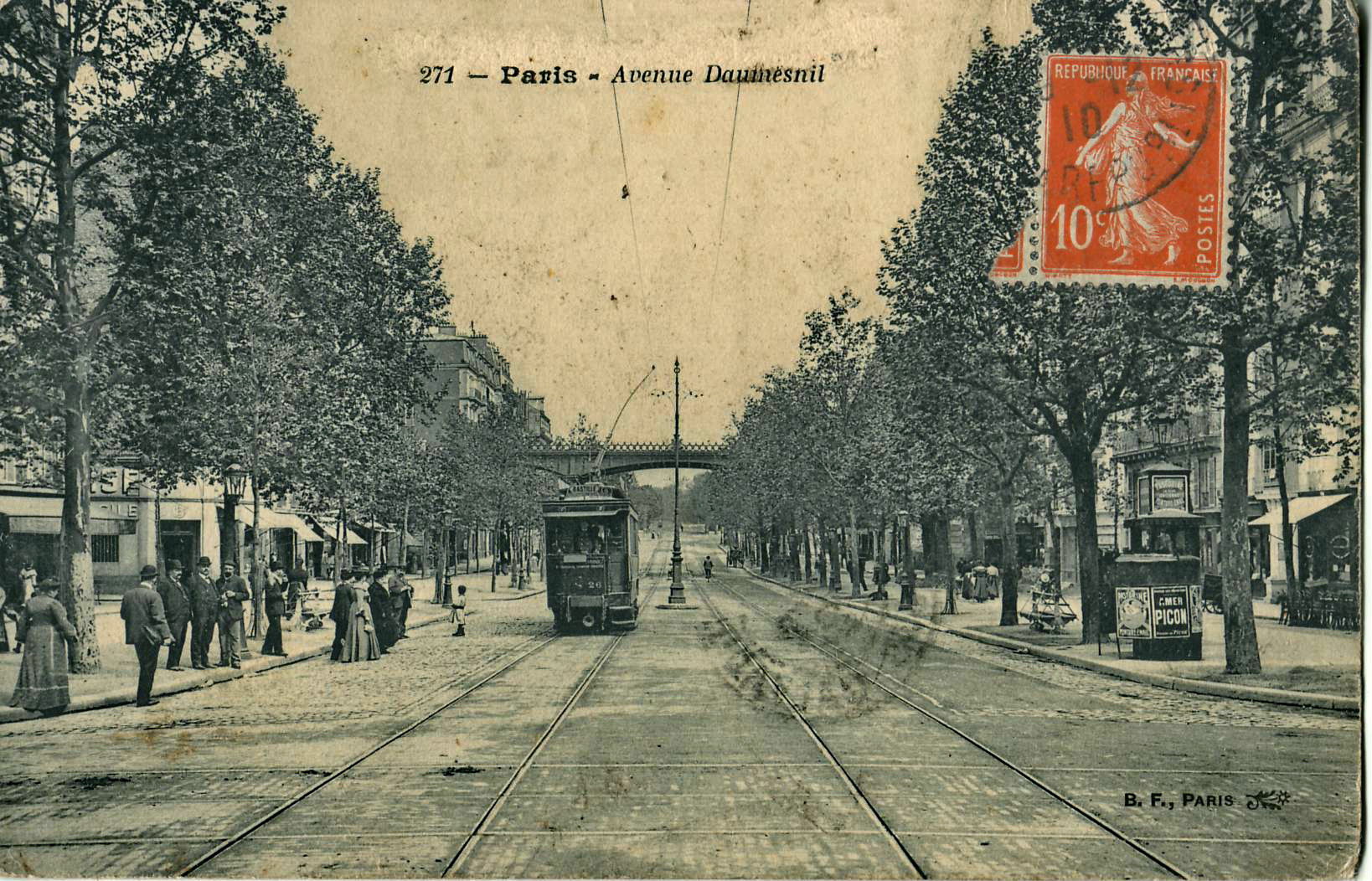
Motrice 26 en direction de la Bastille.

## Matériel roulant

### Automotrices électriques
| Illustration | Modèle ou type       | Description                                                | Nombre | Numéros | En service | Hors service | Remarques |
| ------------ | -------------------- | ---------------------------------------------------------- | ------ | ------- | ---------- | ------------ | --------- |
|              | Type 1-18            | Deux essieux, empattement 2,13m, à plates-formes extrêmes. | 18     | 1-18    | 1898       |              |           |
|              | Type 19-24           | Deux essieux, empattement 2,13m, à plates-formes extrêmes. | 6      | 19-24   | 1900       |              |           |
|              | Type 25-30           | Deux essieux, empattement 2,13m, à plates-formes extrêmes. | 6      | 25-30   | 1900       |              |           |
|              | Type 200             | Deux essieux, à impériale, à plates-formes extrêmes        | 59     | 201-259 |            |              |           |
|              | Type 300             | Deux essieux, empattement 2,45m, à plates-formes extrême   | 90     | 301-390 | 1900       |              |           |
|              | Type 400 (prototype) | Motrices à bogies, prototype, à plate-forme centrale       | 1      | 401     |            |              |           |
|              | Type 400             | Motrices à bogies, à plate-forme centrale                  | 12     | 402-413 |            |              |           |
|              | Type 500             | Motrices à bogies, à plate-forme centrale                  | 100    | 501-600 |            |              |           |